# Mirza Džomba
Mirza Džomba, hrvaški rokometaš, * 28. februar 1977, Reka.
Leta 2004 je na poletnih olimpijskih igrah v Atenah v sestavi hrvaške reprezentance osvojil zlato olimpijsko medaljo.